# حوكمة إلكترونية

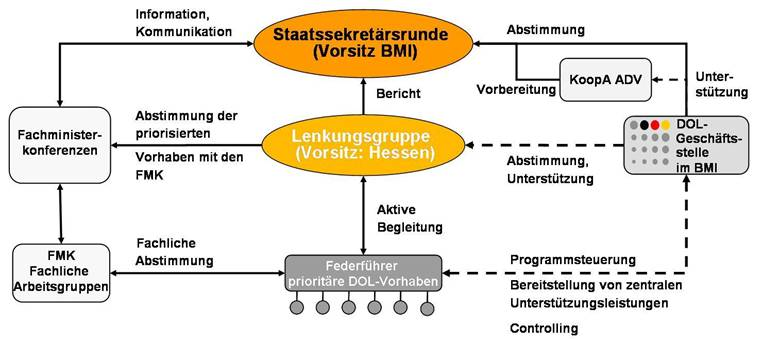
تؤثر العديد من الأبعاد والعوامل على تعريف الحوكمة الإلكترونية. ويقصد بكلمة «الإلكترونية» في مصطلح الحوكمة الإلكترونية تلك الحوكمة المعتمدة على التكنولوجيا.

تؤثر العديد من الأبعاد والعوامل على تعريف الحوكمة الإلكترونية. ويقصد بكلمة «الإلكترونية» في مصطلح الحوكمة الإلكترونية تلك الحوكمة المعتمدة على التكنولوجيا. والحوكمة الإلكترونية هي استخدام تكنولوجيا المعلومات والاتصالات (ICT) لتقديم الخدمات الحكومية، وتبادل معلومات معاملات الاتصالات، وتكامل مختلف الأنظمة والخدمات القائمة بذاتها بين الحكومة والمواطن (G2C)، وبين الحكومة والشركات (G2B)، وبين الحكومات وبعضها البعض (G2G)، وكذلك عمليات الأقسام الإدارية والتفاعلات داخل إطار عمل الحكومة بأكمله. ومن خلال الحوكمة الإلكترونية، يتم تقديم الخدمات الحكومية المتاحة للمواطنين بطريقة مريحة وتتسم بالفعالية والشفافية. والفئات الثلاث الرئيسية المستهدفة التي يمكن تمييزها في مفاهيم الحوكمة هي الحكومة والمواطنون
والشركات/مجموعات المصالح. ولا توجد حدود واضحة في الحوكمة الإلكترونية.
بوجه عام، يوجد أربعة نماذج أساسية متاحة هي من الحكومة إلى العملاء (المواطن) ومن الحكومة إلى الموظفين ومن الحكومة إلى الحكومة ومن الحكومة إلى رجال الأعمال;

## الفرق بين الحوكمة الإلكترونية والحكومة الإلكترونية
يتم التعامل مع كلا المصطلحين على أنهما يحملان نفس المعنى، على الرغم من وجود بعض الاختلافات بينهما. "فالحكومة الإلكترونية" هي استخدام تكنولوجيا المعلومات والاتصالات في الإدارات العامة، مع التغيير التنظيمي وتعلم مهارات جديدة لتحسين أداء الخدمات العامة والعمليات الديمقراطية وتعزيز الدعم للجمهور". وتكمن المشكلة التي تواجه هذا التعريف كي يتطابق مع تعريف الحوكمة الإلكترونية أنه لا ينص على وجود إدارة لتكنولوجيا المعلومات والاتصالات. ففي حقيقة الأمر، تتطلب إدارة تكنولوجيا المعلومات والاتصالات على الأرجح زيادة كبيرة في التنظيم وقدرات صناعة السياسات، مع كل الخبرة وعمليات تشكيل الرأي بين مختلف أصحاب المصلحة الاجتماعية المعنيين.
ولذلك، فإن منظور الحوكمة الإلكترونية هو "استخدام التكنولوجيا التي تساعد في الحكم ويلزم إدارتها.
الحوكمة الإلكترونية هي المستقبل حيث تسعى العديد من البلدان جاهدة نحو تشكيل حكومة خالية من الفساد.
والحكومة الإلكترونية هي بروتوكول اتصال أحادي الاتجاه في حين أن الحوكمة الإلكترونية هي بروتوكول اتصال ثنائي الاتجاهات. ويتمثل جوهر الحوكمة الإلكترونية في الوصول إلى المستفيدين والتأكد من أن الخدمات المخصصة للوصول إلى الفرد المطلوب قد تم الوفاء بها. لذا، ينبغي أن يكون هناك نظام استجابة تلقائي لدعم جوهر الحوكمة الإلكترونية، حيث تدرك الحكومة من خلاله مدى فعالية إدارتها. يتم تطبيق الحوكمة الإلكترونية من خلال المحكومين بواسطة من يحكمونهم.
يعتبر تحديد هوية المستفيد النهائي تحديًا حقيقيًا في جميع الخدمات التي تركز على المواطن. ويرجع ذلك إلى أن المعلومات الإحصائية التي تنشرها الحكومات والهيئات العالمية لا تنشر دائمًا الحقائق. ومن ثمّ، فإن أفضل أشكال الحوكمة الإلكترونية هو ما يقلل عدد المستويات غير المرغوب تدخلها عند تقديم الخدمات الحكومية. ويعتمد ذلك على إعداد هياكل أساسية جيدة مع دعم التنسيقات المحلية والقيم الثابتة للحكومات لتصل إلى مواطنيها أو المستفيدين النهائيين. ويمكن التوصل إلى ميزانية التخطيط والتطوير والنمو من خلال الاستخدام الجيد لنظام الحوكمة الإلكترونية.
تقدم الحوكمة الألكترونية حلول لتخفيف الضغط الأداري على المؤسسات من خلال أتمتة مهام الموظفين وتسريع ادائهم لخدمة المواطنين
لم يكن التوجه للحوكمة الإلكترونية وأتمتة مفاصل الدولة من قبل حكومات الدول نوع من البذخ أو الرفاهية الإدارية! أو استعراض لبريق التكنولوجيا في المؤسسات والدوائر كما يعتقد البعض! انما اوجدته حاجة حقيقية وماسة لأنماط إدارية جديدة للمؤسسات التي كانت تعمل وفق السياقات الكلاسيكية المتمثلة بدورة حياة الوثيقة التي لم تعد تكمل دورتها الحياتية الا بالجهد والروتين
متأخرة بذلك كلما ازدادت الوثائق وتنوعت الأقسام في المؤسسة مع الكم الهائل من المتطلبات الواردة كوثائق من قبل المواطنين والتي تزداد لظروف ترتبط بالزيادة السكانية وتوسع امتداد خدمات المؤسسات الحكومية. فضلا عن تخصيص بعض النظم لأدارة اقسام تشمل الأمن والدفاع وربطها بمراكز بيانات مركزية لتسهيل متابعة مهام كانت مستحيلة في الماضي.